# Aphyocharax anisitsi
Aphyocharax anisitsi conosciuto anche come Aphyocharax rubropinnis è un pesce d'acqua dolce appartenente alla famiglia dei Caracidi. È conosciuto comunemente come pinne rosse.

## Distribuzione e habitat
È un pesce diffuso in Argentina, nel bacino del fiume Paraná. Abita ambienti con fitta vegetazione.

## Descrizione
Ha il tipico aspetto dei Characidae, con pinne abbastanza ampie (soprattutto la pinna caudale e la pinna anale) e presenza di pinna adiposa. Il colore del corpo è madreperlaceo, la pinna caudale, la pinna dorsale, le pinne ventrali la pinna anale hanno un brillante colore rosso. Raggiunge i 5,5 cm di lunghezza.

## Biologia
Si tratta di un pesce che vive in banchi di almeno 10 esemplari.

### Riproduzione
Le uova vengono deposte tra la fitta vegetazione.

### Alimentazione
Si ciba di insetti ed altri animaletti caduti in acqua.

## Acquariofilia
Va allevato in banchi di almeno 5 esemplari in acquari ricchi di vegetazione ma con spazio libero per nuotare. Non è molto sensibile alle caratteristiche dell'acqua e tollera temperature sensibilmente inferiori a quelle degli altri caracidi.